# Veronika Ušiaková
Veronika Ušiaková je slovenská topmodelka a vítězka Elite Model Look 1999.

## Kariéra
V roce 1999 se stala vítězkou Elite Model Look Slovakia 1999. Poté reprezentovala Slovenskou republiku na mezinárodní soutěži Elite Model Look International 1999, kde zvítězila.